# Reginald McKenna

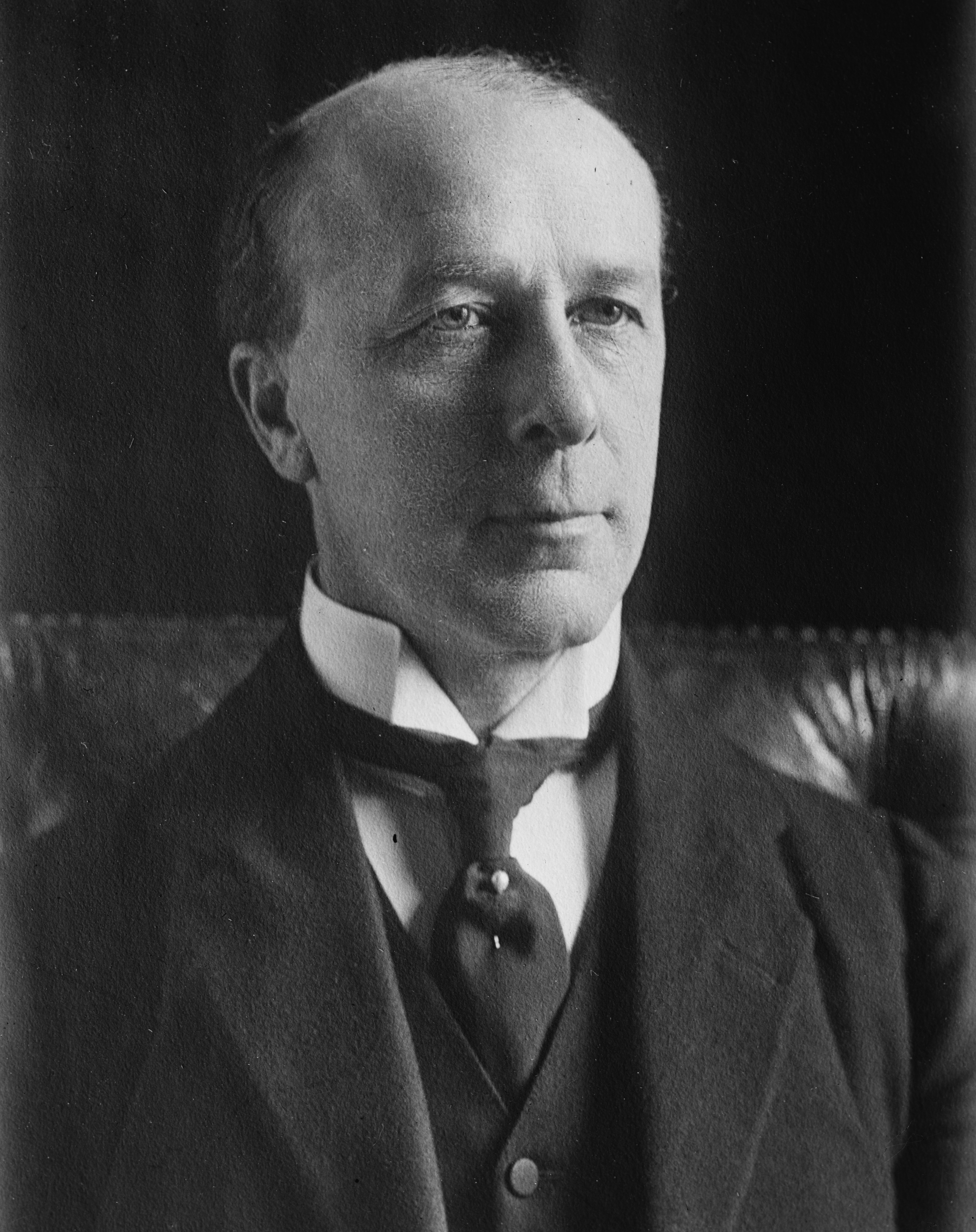
Reginald McKenna.

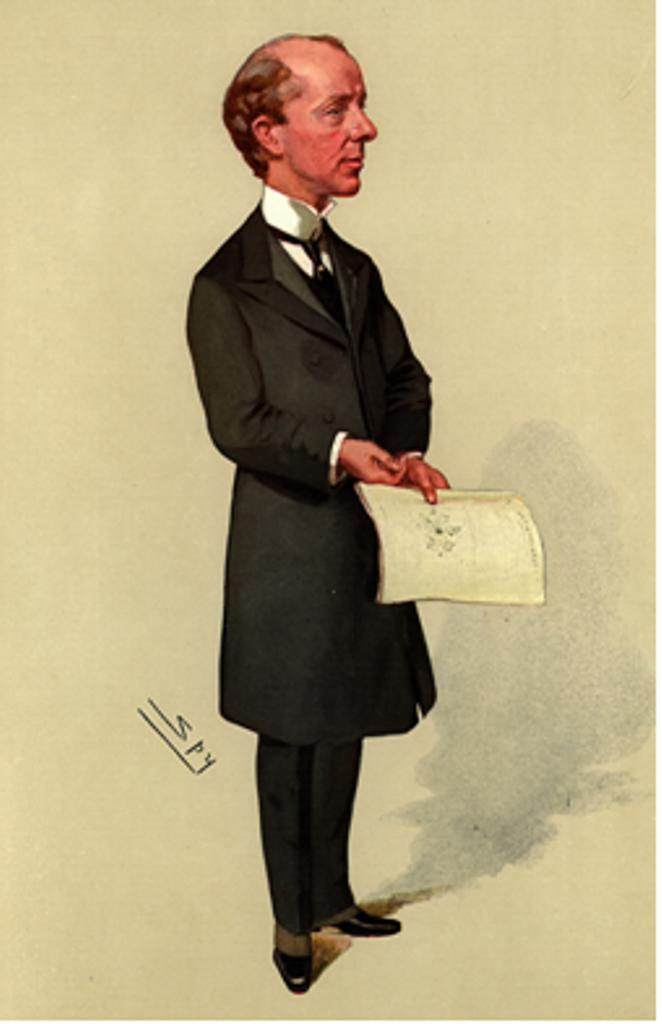
Reginald McKenna avbildad av karikatyristen Leslie Ward.

Reginald McKenna, född 6 juli 1863 i London, död 6 september 1943 i London, var en brittisk liberal politiker.
McKenna var ursprungligen jurist. Han valdes i valet 1895 till parlamentsledamot för North Monmouthshire. McKenna förlorade sin plats i 1918 års val. År 1905 blev han finanssekreterare i finansdepartementet och var 1907-08 undervisningsminister. Av avgörande betydelse blev McKennas insats som marinminister 1908-11, då han genomdrev omfattande flottbyggen, av honom motiverade som ett svar på den tyska upprustningen till sjöss. Han bytte sedan post med Winston Churchill och blev inrikesminister. Som finansminister 1915-16 i H.H. Asquiths krigsregering fick McKenna utarbeta finansplaner för krigets finansiering. Han balanserade krigsutgifterna dels genom en kraftig upplåning och dels genom en hårdhänt beskattning, omfattande såväl direkta som indirekta skatter. Särskilt märktes här hans genomförande av nästan prohibitiva tullar på socker och kaffe med mera, de så kallade McKenna-tullarna. Från 1919 var McKenna styrelseordförande i Midland Bank.